# Ihor Parjomenko
Ihor Parjomenko (en ucraniano: Ігор Пархоменко; 3 de julio de 1992) es un deportista ucraniano que compitió en tiro con arco, en la modalidad de arco recurvo.
Ganó una medalla de oro en el Campeonato Mundial de Tiro con Arco en Sala de 2005, una medalla de bronce en el Campeonato Europeo de Tiro con Arco al Aire Libre de 1998 y dos medallas en el Campeonato Europeo de Tiro con Arco en Sala, en los años 1996 y 2004.
Participó en los Juegos Olímpicos de Sídney 2000, ocupando el octavo lugar en la prueba de equipo.

## Palmarés internacional
| Campeonato Mundial en Sala       | Campeonato Mundial en Sala | Campeonato Mundial en Sala | Campeonato Mundial en Sala |
| Año                              | Lugar                      | Medalla                    | Prueba                     |
| -------------------------------- | -------------------------- | -------------------------- | -------------------------- |
| 2005                             | Aalborg (Dinamarca)        | Medalla de oro             | Equipo                     |
| Campeonato Europeo al Aire Libre |                            |                            |                            |
| Año                              | Lugar                      | Medalla                    | Prueba                     |
| 1998                             | Boé/Agen (Francia)         | Medalla de bronce          | Individual                 |
| Campeonato Europeo en Sala       |                            |                            |                            |
| Año                              | Lugar                      | Medalla                    | Prueba                     |
| 1996                             | Mol (Bélgica)              | Medalla de bronce          | Equipo                     |
| 2004                             | Sassari (Italia)           | Medalla de oro             | Equipo                     |